# The Catholic University of America Press
The Catholic University of America Press, también conocida como CUA Press, es una división editorial de laUniversidad Católica de América. Fundada el 14 de noviembre de 1939 e incorporada el 16 de julio de 1941, CUA Press es miembro desde hace mucho tiempo de la Asociación de Imprentas Universitarias Americanas (AAUP). Sus oficinas editoriales están ubicadas en el campus de la Universidad Católica de América en Washington D. C.. La prensa tiene más de 1000 títulos impresos y actualmente publica 40 títulos nuevos al año, con especial énfasis en teología, filosofía, historia eclesiástica, estudios medievales y derecho canónico.

## Publicaciones seleccionadas
- Collins, John  (1988). A Primer of Ecclesiastical Latin
- Ratzinger, Joseph (1988). Eschatology: Death and Eternal Life
- Sertillanges, Antonin-Dalmace (1992). The Intellectual Life
- McInerny, Ralph (1992). Ethica Thomistica
- Pinckaers, Servais-Théodore (1995). The Sources of Christian Ethics
- V. Schall, James (2008). The Mind That is Catholic
- Sokolowski, Robert (1995). The God of Faith and Reason
- Torrell, Jean Pierre (2005). Santo Tomás de Aquino
- Dolan, Timothy Michael (2012). Some Seed Fell on Good Ground
- George Francis (2015). A Godly Humanism
- Foster, Reginald y McCarthy, Daniel Patricius (2016). Ossa Latinitatis Sola
- Filoni, Fernando (2017). The Church in Iraq
- Barron, Robert (2020). Renewing Our Hope: Essays for the New Evangelization

## Revistas
La CUA Press publica o distribuye las siguientes revistas:
- The Catholic Historical Review. Publicación oficial de la Asociación Histórica Católica Estadounidense
- U.S. Catholic Historian
- Revista Internacional de Evangelización y Catequesis
- El jurista: estudios en derecho y ministerio de la iglesia

## Series
La editorial ofrece las siguientes series:
- Biblioteca de cristianismo primitivo
- Conferencias de Michael J. Mcgivney del Instituto Juan Pablo II
- Escrituras de Santo Tomás de Aquino
- Estudios CUA en cristianismo primitivo
- Estudios CUA en Derecho Canónico
- Estudios de Filosofía e Historia de la Filosofía
- Estudios en derecho canónico medieval y moderno temprano
- Frases de los Padres de la Iglesia
- Fuentes católicas modernas tempranas
- Historia del derecho canónico medieval
- Islam y teología católica
- La edición crítica en inglés de las obras de Karol Wojtyla/Juan Pablo II
- Los mundos de Christopher Dawson
- Método Ward
- Obras independientes de William Tyndale
- Padres de la Iglesia Continuaciones medievales
- Padres de la Iglesia: obras cortas
- Padres de la Iglesia: una nueva traducción
- Pensamiento moral católico
- Por qué leer
- Publicaciones de la American Maritain Association
- Sacra Doctrina
- Santo Tomás de Aquino en traducción
- Selecciones de drama irlandés
- Selecciones de los Padres de la Iglesia
- Serie de monografías patrísticas
- Serie de recursos tomistas
- Teología dogmática
- Textos medievales traducidos